# Cher Lloyd
Cher Lloyd, född 28 juli 1993, är en engelsk sångerska, låtskrivare, modell och rappare. Hon har varit med i TV-programmet The X-Factor. Hon släppte singeln Swagger Jagger i juni 2011. Albumet Sticks + Stones släpptes i november 2011. I mars 2012 bekräftade hon sin förlovning med pojkvännen Craig. Paret gifte sig någon gång mellan juli och augusti 2012. I maj 2018 fick de sitt första barn.

## Diskografi

### Album
- Sticks + Stones (2011)
- Sorry I'm Late (2014)

### Singlar
- Swagger Jagger (2011)
- With Ur Love (2011)
- Want U back (2011)
- Oath (2012)
- I Wish ft. T.I. (2013)

## Musikvideor
| Titel              | År   | Artist(er)                                                | Regissör(er)               |
| ------------------ | ---- | --------------------------------------------------------- | -------------------------- |
| "Swagger Jagger"   | 2011 | Cher Lloyd                                                | Barney Steel + Mike Sharpe |
| "With Ur Love"     | 2011 | Cher Lloyd (featuring Mike Posner)                        | Barney Steel + Mike Sharpe |
| "Dub on the Track" | 2011 | Cher Lloyd (featuring Mic Righteous, Dot Rotten & Ghetts) | Paris Zarcilla             |
| "Want U Back"      | 2012 | Cher Lloyd (featuring Astro)                              | Parris                     |